# Alan Shapiro
Alan Shapiro (1957) è un regista e sceneggiatore statunitense.

## Biografia

### Carriera
Per il 2011 è prevista l'uscita di The New Girl, di cui Shapiro è sia regista che sceneggiatore.

## Filmografia

### Regista
- Briefly... Brian (1978)
- Meeting Halfway (1979)
- Tiger Town (1983)
- The Christmas Star (1986)
- Brillantina (The Outsiders) (1990, 1 episodio)
- La ragazza della porta accanto (The Crush) (1993)
- Flipper (1996)

### Sceneggiatore
- Tiger Town (1983)
- The Christmas Star (1986)
- Fuori dal giro (Crossing the Mob) (1988)
- Brillantina (The Outsiders) (1990, 1 episodio)
- La ragazza della porta accanto (The Crush) (1993)
- Flipper (1996)